# Chirosia sichuanensis
Chirosia sichuanensis este o specie de muște din genul Chirosia, familia Anthomyiidae, descrisă de Feng în anul 1987. Conform Catalogue of Life specia Chirosia sichuanensis nu are subspecii cunoscute.